# 赤報隊事件
赤報隊事件（赤報隊事件），為1987年（昭和62年）1月至1990年（平成2年）5月間，發生於日本的一宗個人或集團分子疑似以赤報隊為名義表達對政局不滿連續事件。
日本警視廳正式名稱「警察廳廣域重要指定第116號事件」（広域重要指定116号事件）。

## 事件背景
赤報隊事件為以下事件集合：
- 1987年（昭和62年）
  - 1月24日：朝日新聞東京本社槍撃事件
  - 5月3日：朝日新聞阪神支局襲撃事件
  - 9月24日：朝日新聞名古屋本社員工宿舍襲撃事件
- 1988年（昭和63年）
  - 3月11日：朝日新聞静岡支局爆破未遂事件
  - 3月11日：日本前首相中曾根康弘、竹下登脅迫事件
  - 8月10日：利庫路特會長江副浩正住所槍撃事件
- 1990年（平成2年）
  - 5月17日：愛知韓國人會館縱火事件

當中1987年（昭和62年）5月3日朝日新聞阪神支局襲撃事件造成一名記者死亡及一名記者受傷為赤報隊事件注目焦點。